# Une histoire louche
Une histoire louche est un court métrage français réalisé par Rudi Rosenberg, sorti en 2008.

## Synopsis
Samuel Ziberstein (Mikaël Fitoussi) est de religion juive et emménage dans un appartement à Paris avec sa petite amie Marie (Lilou Fogli). Il reçoit la visite de son grand-père M. Ziberstein (Pierre Gérald) de religion et tradition juive, à qui il présente Marie comme sa colocataire et non comme sa petite copine ; mais le grand-père n'est pas né de la dernière pluie ...

## Distribution
- Mikaël Fitoussi : Samuel
- Pierre Gérald : Mr Zilberstein, le grand-père[1]
- Lilou Fogli : Marie
- Mehdi el Kaddioui : L'ami de Mr Zilberstein

## Autour du film
- Pierre Gérald qui a joué dans ce court métrage avait alors 102 ans.
- Le court-métrage peut être visionné en intégralité sur Dailymotion.

## Distinctions
- Le film a reçu le prix du public 2008 au Festival international des Très Courts[2].